# Konrad Walcher
Konrad Walcher (22. listopadu 1871 Reichenfels – 3. června 1928 Klagenfurt) byl rakouský římskokatolický duchovní a politik německé národnosti z Korutan, na počátku 20. století poslanec Říšské rady, v meziválečném období člen rakouské Spolkové rady.

## Biografie
Studoval na klášterním gymnáziu kláštera Svatého Pavla v Lavanttalu. Maturoval na gymnáziu v Klagenfurtu. Potom vystudoval teologii v Klagenfurtu. V roce 1896 byl vysvěcen na kněze. Působil jako farář a děkan v Sankt Veit an der Glan. Dlouhodobě vykonával funkci šéfredaktora listu Kärntner Tagblatt. Byl také poslancem Korutanského zemského sněmu.
Působil i jako poslanec Říšské rady (celostátního parlamentu Předlitavska), kam usedl ve volbách do Říšské rady roku 1907, konaných poprvé podle všeobecného a rovného volebního práva. Byl zvolen za obvod Korutany 05. Po volbách roku 1907 byl uváděn coby člen klubu Křesťansko-sociální sjednocení.
Politicky se angažoval v po válce. Od 1. prosince 1920 do 15. června 1927 zasedal coby člen rakouské Spolkové rady za Křesťansko sociální stranu.
Zemřel po dlouhé nemoci v červnu 1928.